# Natale Abbadia
Natale Abbadia o Natale Abadia (Génova, 11 de marzo de 1782 - Milán, 25 de diciembre de 1861) fue un compositor, director de coro y preceptor de canto italiano.

## Biografía
Durante la primera etapa de su vida, Abbadia estudió en Génova, su ciudad natal, para más tarde ejercer de compositor y de "maestro di bel canto". Fue director de los coros del Teatro Carlo Felice de Génova entre 1831 y 1837, y más tarde se trasladó a Milán, ejerciendo la misma profesión. Compuso dos óperas, ambas en 1812 en el Teatro Carlo Felice. También escribió varias obras religiosas, tales como misas, vísperas, o motetes.
En 1821 tuvo una hija, Luigia Abbadia, la cual se convirtió en una cantante de ópera de renombre.

## Obras
- Giannina di Ponthieu ovvero La Villanella d'onore - (1812, Génova, Teatro Carlo Felice).
- L'Imbroglione ed il castigamatti - (1812, Génova, Teatro Carlo Felice).